# Tsit Yuen Lam
Pour les articles homonymes, voir Lam.
Tsit Yuen Lam, aussi nommé Tsit-Yuen Lam, né en 1942, est un mathématicien sino-américain, spécialiste d'algèbre.

## Biographie
Il étudie à l'université de Hong Kong (Bachelor en 1963) et à l'université Columbia, où il soutient en 1967 une thèse (On Grothendieck Groups) sous la direction de Hyman Bass. Puis il enseigne à l'université de Chicago et fait carrière à partir de 1968 à l'université de Californie à Berkeley, devenant assistant en 1969, professeur associé en 1972 et professeur en 1976. Il est plusieurs fois vice-directeur du département de mathématiques. De 1995 à 1997, il est directeur adjoint du MSRI.
Lam travaille entre autres sur la théorie des anneaux et les formes quadratiques.

## Prix et distinctions
Il bénéficie d'une Bourse Sloan de recherches de la Sloan Foundation de 1972 à 1974 et d'une bourse Guggenheim en 1981-82. En 1982, il reçoit le prix Steele pour la « vulgarisation mathématique ».

## Sélection de publications
- (en) The Algebraic Theory of Quadratic Forms, Benjamin/Addison-Wesley, coll. « Lecture Notes Series in Mathematics », 1980 (1re éd. 1973)
- (en) Serre’s Conjecture, Springer, coll. « Lecture Notes in Mathematics » (no 635), 1978
- (en) Orderings, Valuations, and Quadratic Forms, AMS, coll. « CBMS Regional Conference Series in Mathematics » (no 52), 1983 (réimpr. 1996)
- (en) Exercises in Classical Ring Theory, Springer, coll. « Problem Books in Mathematics », 2003, 2e éd. (1re éd. 1985), 364 p. (ISBN 978-0-387-00500-3, lire en ligne)
- (en) A First Course in Noncommutative Rings, Springer, coll. « GTM » (no 131), 2001, 2e éd. (1re éd. 1991), 385 p. (ISBN 978-0-387-95183-6, lire en ligne)
- (en) « Representations of Finite Groups: A Hundred Years », Notices of the AMS,‎ 1998, I et II
- (en) Lectures on Modules and Rings, Springer, coll. « GTM » (no 189), 1999, 557 p. (ISBN 978-0-387-98428-5, lire en ligne)
- (en) Introduction to Quadratic Forms over Fields, AMS, coll. « Graduate Studies in Mathematics » (no 67), 2005 (ISBN 978-0-8218-7241-3, lire en ligne)
- (en) Serre’s Problem on projective modules, Springer, 2006, 404 p. (ISBN 978-3-540-23317-6, lire en ligne)